# Senhora dos quatro tupus
Senhora dos quatro tupus é o nome dado a uma mulher descoberta em 2016 pela equipe liderada por Ruth Shady em Áspero (Caral), um sítio arqueológico localizado no distrito de Soube Porto, no departamento de Lima, Peru. Deve seu nome aos quatro pinos de osso ou tupus com os que foi enterrada.
A senhora dos quatro tupus foi encontrada na Huaca de los Ídolos do complexo arqueológico, onde foi enterrada com bens correspondente ao seu status, como um colar de contas de Spondylus, bem como oferendas. De acordo com a pesquisa de antropologia forense, ela viveu cerca de 4.000 anos atrás no período Pré-cerâmico Tardio, e morreu aos 40 anos.
Em 2017 apresentou-se uma reconstrução facial forense de seu rosto, encarregada ao desenhador 3D brasileiro Cícero Moraes.